# Teòdot de Bizanci
Teòdot de Bizanci (Theodotus, Θεὸδοτος) fou un religiós heresiarca grec nadiu de Bizanci, que va viure al segle ii. També era conegut com a Teòdot el Sabater.
Seguidor primer dels valentinians, va fundar la secta dels teodotians, relacionada amb la persona de Crist. Els seus escrits van ser condemnats per l'Església i considerats herètics. Defensava que Jesús era home mortal i fill de la Verge Maria i l'Esperit Sant, i que a través del baptisme va ser adoptat per Déu, de manera que no hauria arribat a la divinitat fins que no va ressuscitar. Aquesta doctrina, dita monarquianisme o adopcionisme, la va portar l'any 190 fins a Roma, on el papa Víctor I la va declarar herètica i va excomunicar Teòdot.